# Jacobi-Polynom
Die Jacobi-Polynome (nach Carl Gustav Jacob Jacobi), auch hypergeometrische Polynome, sind eine Menge polynomieller Lösungen des Sturm-Liouville-Problems, die einen Satz orthogonaler Polynome bilden, und zwar auf dem Intervall {\displaystyle [-1,1]} bezüglich der Gewichtsfunktion {\displaystyle (1-x)^{\alpha }(1+x)^{\beta }} mit {\displaystyle \alpha ,\beta >-1}. Sie haben die explizite Form
{\displaystyle P_{n}^{(\alpha ,\beta )}(x)={\frac {\Gamma (\alpha +n+1)}{n!\,\Gamma (\alpha +\beta +n+1)}}\sum _{m=0}^{n}{n \choose m}{\frac {\Gamma (\alpha +\beta +n+m+1)}{\Gamma (\alpha +m+1)}}\left({\frac {x-1}{2}}\right)^{m},}
oder mit Hilfe der verallgemeinerten hypergeometrischen Funktion {\displaystyle {}_{2}F_{1}}:
{\displaystyle P_{n}^{(\alpha ,\beta )}(x)={n+\alpha  \choose n}\,_{2}F_{1}\left(-n,1+n+\alpha +\beta ;\alpha +1;{\frac {1-x}{2}}\right).}

## Rodrigues-Formel
{\displaystyle P_{n}^{(\alpha ,\beta )}(x)={\frac {(-1)^{n}}{2^{n}n!}}(1-x)^{-\alpha }(1+x)^{-\beta }{\frac {d^{n}}{dx^{n}}}\left[(1-x)^{\alpha +n}(1+x)^{\beta +n}\right],~~~\alpha ,\beta >-1}

## Rekursionsformeln
Man kann die Jacobi-Polynome auch mit Hilfe einer Rekursionsformel bestimmen.
{\displaystyle P_{0}^{(\alpha ,\beta )}(x)=1}
{\displaystyle P_{1}^{(\alpha ,\beta )}(x)={\frac {1}{2}}{\bigl (}\alpha -\beta +(\alpha +\beta +2)x{\bigr )}}
{\displaystyle a_{n}^{1}P_{n+1}^{(\alpha ,\beta )}(x)=(a_{n}^{2}+a_{n}^{3}x)P_{n}^{(\alpha ,\beta )}(x)-a_{n}^{4}P_{n-1}^{(\alpha ,\beta )}(x)}
mit den Konstanten:
{\displaystyle a_{n}^{1}=2(n+1)(n+\alpha +\beta +1)(2n+\alpha +\beta )}
{\displaystyle a_{n}^{2}=(2n+\alpha +\beta +1)(\alpha ^{2}-\beta ^{2})}
{\displaystyle a_{n}^{3}=(2n+\alpha +\beta )(2n+\alpha +\beta +1)(2n+\alpha +\beta +2)}
{\displaystyle a_{n}^{4}=2(n+\alpha )(n+\beta )(2n+\alpha +\beta +2)}

## Eigenschaften
Der Wert für {\displaystyle x=1} ist
{\displaystyle P_{n}^{(\alpha ,\beta )}(1)={n+\alpha  \choose n}={\frac {\Gamma (n+\alpha +1)}{\Gamma (\alpha +1)n!}}}.
Es gilt die folgende Symmetriebeziehung
{\displaystyle P_{n}^{(\alpha ,\beta )}(-x)=(-1)^{n}P_{n}^{(\beta ,\alpha )}(x)\,,}
woraus sich der Wert für {\displaystyle x=-1} ergibt:
{\displaystyle P_{n}^{(\alpha ,\beta )}(-1)=(-1)^{n}{n+\beta  \choose n}.}
Sie erfüllen die Orthogonalitätsbedingung
{\displaystyle \int _{-1}^{1}(1-x)^{\alpha }(1+x)^{\beta }P_{m}^{(\alpha ,\beta )}(x)P_{n}^{(\alpha ,\beta )}(x)\;dx={\frac {2^{\alpha +\beta +1}}{2n+\alpha +\beta +1}}{\frac {\Gamma (n+\alpha +1)\Gamma (n+\beta +1)}{\Gamma (n+\alpha +\beta +1)n!}}\delta _{nm}.}

## Ableitungen
Aus der expliziten Form können die {\displaystyle k}-ten Ableitungen abgelesen werden. Sie ergeben sich als:
{\displaystyle {\frac {\mathrm {d} ^{k}}{\mathrm {d} x^{k}}}P_{n}^{(\alpha ,\beta )}(x)={\frac {\Gamma (\alpha +\beta +n+1+k)}{2^{k}\;\Gamma (\alpha +\beta +n+1)}}P_{n-k}^{(\alpha +k,\beta +k)}(x).}

## Nullstellen
Die Eigenwerte der symmetrischen Tridiagonalmatrix
{\displaystyle {\begin{pmatrix}a_{0}&b_{1}&0&\dots &0\\b_{1}&a_{1}&b_{2}&\ddots &\vdots \\0&b_{2}&\ddots &\ddots &0\\\vdots &\ddots &\ddots &\ddots &b_{n-1}\\0&\dots &0&b_{n-1}&a_{n-1}\end{pmatrix}}}
mit
{\displaystyle a_{0}={\frac {\beta -\alpha }{2+\alpha +\beta }}}
{\displaystyle a_{j}={\frac {\beta ^{2}-\alpha ^{2}}{(2j+\alpha +\beta )(2j+2+\alpha +\beta )}},~~~j=1,\dots ,n-1}
{\displaystyle b_{1}={\sqrt {\frac {4(1+\alpha )(1+\beta )}{(2+\alpha +\beta )^{2}(3+\alpha +\beta )}}}}
{\displaystyle b_{j}={\sqrt {\frac {4j(j+\alpha )(j+\beta )(j+\alpha +\beta )}{(2j-1+\alpha +\beta )(2j+\alpha +\beta )^{2}(2j+1+\alpha +\beta )}}},~~~j=2,\dots ,n-1}
stimmen mit den Nullstellen von {\displaystyle P_{n}^{(\alpha ,\beta )}} überein. Somit bietet der QR-Algorithmus die Möglichkeit, die Nullstellen näherungsweise zu berechnen. Weiterhin kann man beweisen, dass sie einfach sind und im Intervall {\displaystyle (-1,1)} liegen.

## Asymptotische Darstellung
Mit Hilfe der Landau-Symbole lässt sich folgende Formel aufstellen:
{\displaystyle P_{n}^{(\alpha ,\beta )}(\cos \theta )={\frac {\cos \left(\left[n+(\alpha +\beta +1)/2\right]\theta -\left[2\alpha +1\right]\pi /4\right)}{{\sqrt {\pi n}}\left[\sin(\theta /2)\right]^{\alpha +1/2}\left[\cos(\theta /2)\right]^{\beta +1/2}}}+{\mathcal {O}}\left(n^{-3/2}\right),~~~0<\theta <\pi .}

## Erzeugende Funktion
Für alle {\displaystyle x\in \mathbb {R} ,z\in \mathbb {C} ,|z|<1} gilt
{\displaystyle \sum _{n=0}^{\infty }P_{n}^{(\alpha ,\beta )}(x)z^{n}=2^{\alpha +\beta }[f(x,z)]^{-1}[1-z+f(x,z)]^{-\alpha }[1+z+f(x,z)]^{-\beta },~~~f(x,z)={\sqrt {1-2xz+z^{2}}}.}
Die Funktion
{\displaystyle z\mapsto 2^{\alpha +\beta }[f(x,z)]^{-1}[1-z+f(x,z)]^{-\alpha }[1+z+f(x,z)]^{-\beta }}
wird daher als erzeugende Funktion der Jacobi-Polynome bezeichnet.

## Spezialfälle
Einige wichtige Polynome können als Spezialfälle der Jacobi-Polynome betrachtet werden:
- für {\displaystyle \alpha =\beta =0}: Legendre-Polynome
- Gegenbauer-Polynome
- Tschebyschow-Polynome erster und zweiter Ordnung
- der Radialterm der Zernike-Polynome

### Kugelsymmetrische Gewichtung auf dem Intervall [0,1]
Ein nützlicher Spezialfall der Jacobi-Polynome tritt bei kugelsymmetrischen Problemstellungen auf, bei denen Lösungen nur vom Radius {\displaystyle r} abhängen. Dabei treten häufig Integrale mit Gewicht {\displaystyle r^{\beta }} auf, etwa bei elektrischen Feldern, Dichteprofilen oder Temperaturverteilungen in Kugelkoordinaten. Durch die Transformation {\displaystyle x=2r-1} lassen sich die Jacobi-Polynome {\displaystyle P_{n}^{(0,\beta )}(x)} auf das Intervall {\displaystyle [0,1]} mit Gewicht {\displaystyle r^{\beta }} übertragen.
Dies führt zu einer explizit orthonormalisierten Darstellung:
{\displaystyle F_{n}^{(\beta )}(r)=\sum _{k=0}^{n}(-1)^{n+k}{\frac {{\sqrt {1+\beta +2n}}\cdot \Gamma (n+k+\beta +1)}{\Gamma (k+1)\,\Gamma (n-k+1)\,\Gamma (k+\beta +1)}}\,r^{k},\quad r\in [0,1]}
Diese Polynome erfüllen die Orthonormalitätsrelation:
{\displaystyle \int _{0}^{1}F_{n}^{(\beta )}(r)\,F_{m}^{(\beta )}(r)\,r^{\beta }\,dr=\delta _{nm}.}
Die Funktionen {\displaystyle F_{n}^{(\beta )}(r)} bilden eine normierte, monomiale Basis und sind insbesondere nützlich für radial gewichtete Funktionen auf Kugelintervallen. Sie entsprechen (bis auf Normierung) den Jacobi-Polynomen {\displaystyle P_{n}^{(0,\beta )}(2r-1)}.